# Sushi cuộn California
Sushi cuộn California hoặc California maki là một món sushi cuộn (makizushi), thường được làm theo kiểu cuốn lộn ra ngoài (inside-out), thành phần gồm có dưa chuột, thịt cua hoặc thanh cua, và bơ. Đôi khi thanh cua được thay thế bằng salad cua, còn lớp cơm ngoài cùng trong một cuộn uramaki thường sẽ được rắc thêm vừng rang, tobiko (trứng cá chuồn) hoặc masago (trứng cá trứng) lên trên.
Là một trong những kiểu sushi nổi tiếng nhất ở Hoa Kỳ và Canada, sushi cuộn California đã góp phần làm cho món sushi trở nên phổ biến toàn cầu và tạo nên nguồn cảm hứng cho nhiều đầu bếp trên khắp thế giới tạo ra thêm những món ăn kết hợp giữa các giá trị văn hóa truyền thống với hiện đại. Thường được đi kèm trong suất sushi với futomaki, nigirizushi hoặc ăn riêng lẻ.

## Lịch sử
Danh tính người tạo ra món sushi cuộn California hiện vẫn còn đang gây tranh cãi, cả hai đầu bếp đến từ Vancouver và Los Angeles đều tuyên bố mình là người sáng tạo ra nó.
Có giả thuyết cho rằng món sushi cuộn California được tạo ra ở Canada từ năm 1971 bởi đầu bếp Hidekazu Tojo, một người dân Vancouver gốc Nhật. Tojo khẳng định ông chính là người đã sáng tạo ra món sushi "inside-out", và sở dĩ nó có tên "sushi cuộn California" là do món này đã từng rất phổ biến đối với những khách hàng quen của ông đến từ Los Angeles. Ông cũng đã thuật lại cách làm nguyên gốc của nó với các thành phần bao gồm dưa chuột, thịt cua nấu chín và bơ.
Một giả thuyết khác cho rằng món sushi cuộn California được sáng tạo bởi một đầu bếp Los Angeles làm việc ở nhà hàng sushi Kin Jo gần Hollywood có tên là Ken Seusa. Tuyên bố trên đã được bà Fuji Wade - quản lý của nhà hàng đưa ra và cũng đã được đăng trên mục tin tức của hãng thông tấn Associated Press vào năm 1979. Nhà văn chuyên viết về ẩm thực Andrew F. Smith quan sát cho thấy rằng lời tuyên bố trên đã đứng vững suốt hơn 20 năm mà không có bất kì một tranh cãi nào.
Một giả thuyết nữa cho rằng quyền sáng tạo thuộc về Ichiro Mashita, một đầu bếp sushi khác đến từ nhà hàng Tokyo Kaikan ở vùng Little Tokyo, Los Angeles. Theo như lời kể lại, ngược về những năm 1960 (đầu những năm 1970), Mashita đã bắt đầu thay thế nguyên liệu toro (cá ngừ béo) bằng bơ khi mà mùa cá chưa tới, và sau đó ông tiếp tục mở rộng thử nghiệm sâu hơn nữa, cuối cùng ông đã phát triển nên món sushi cuộn California nguyên mẫu như hiện tại.
Công thức sushi cuộn California ban đầu sử dụng chân cua hoàng đế đông lạnh, do lúc đó chưa có thanh cua. Các thành phần như dưa chuột, sốt mayonnaise và mè thì sau này mới được thêm vào. Món sushi cuộn California nguyên gốc được cuộn theo kiểu truyền thống, có rong biển nori bao quanh bên ngoài, nhưng mà khách hàng ở Mỹ thường bóc lớp rong biển đó ra. Vì vậy cuối cùng món cuộn "inside-out", tức là uramaki đã được tạo ra. Sự biến đổi cho phù hợp với văn hóa này cũng được cho là nhờ Mashita, dựa trên những số liệu liên quan đến nhà hàng.
Sau khi trở thành một món ăn được yêu thích ở miền Nam California, món ăn đã trở nên nổi tiếng khắp cả Hoa Kỳ trước những năm 1980. Nó đã đóng góp vào việc phổ biến món sushi tại Hoa Kỳ, làm hài lòng thực khách với nhiều sự lựa chọn mới lạ hơn cho món sushi của họ. Những đầu bếp sushi từ đó cũng đã nghĩ ra nhiều loại sushi cuộn khác, vượt xa hơn cả những biến thể đơn giản của món sushi cuộn California.

## Các loại

### Uramaki

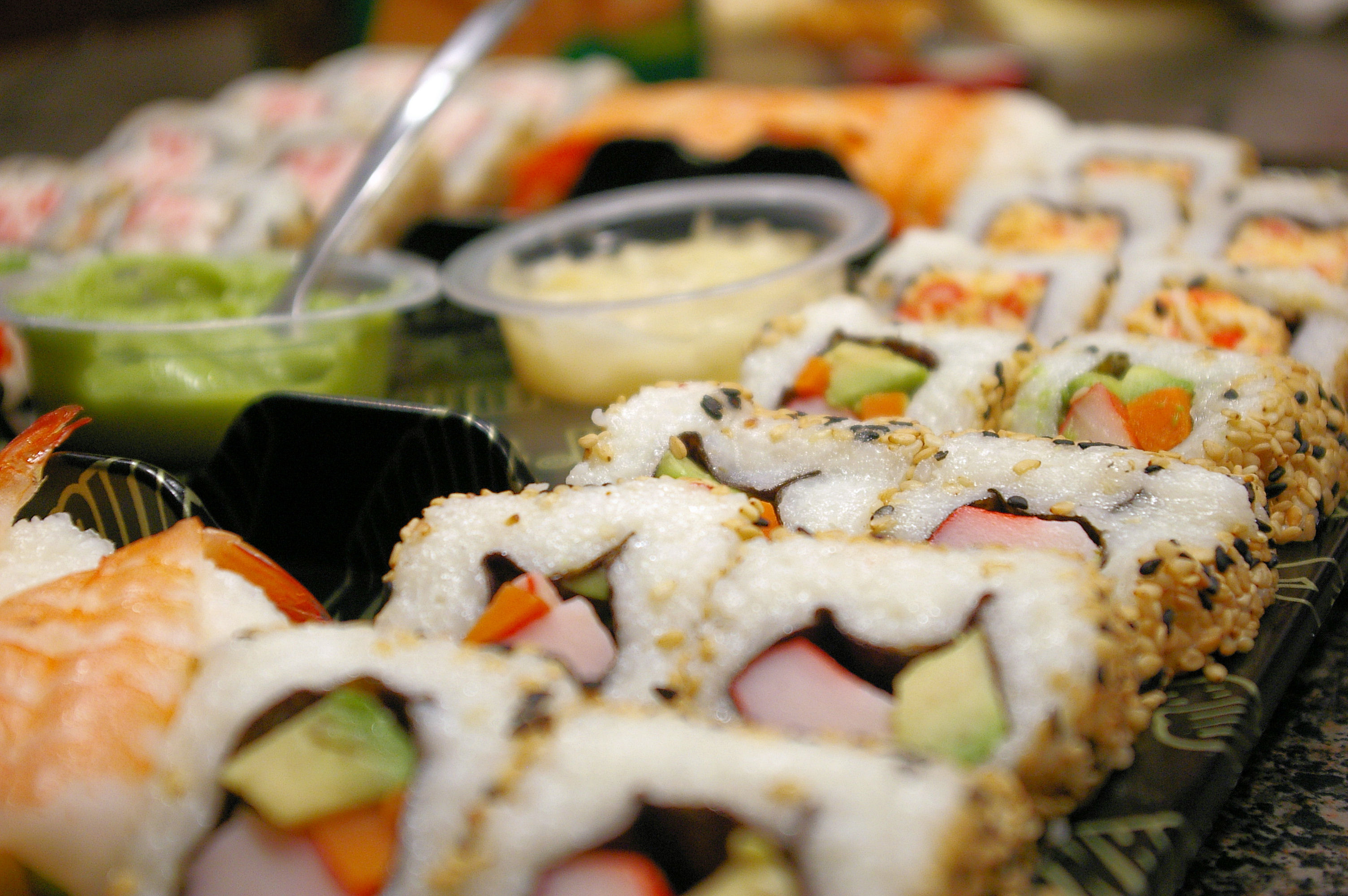
Uramakizushi - sushi cuộn ngoài lăn vừng rang

Uramaki (裏巻, "cuộn từ trong ra ngoài") là một miếng sushi hình trụ cỡ trung bình có 5 hoặc nhiều nhân, và được phát triển do kết quả của việc tạo ra cuộn California, như một phương pháp ban đầu có nghĩa là "che giấu nori". Uramaki khác với makimono khác vì cơm ở bên ngoài và nori bên trong. Chất làm đầy nằm ở trung tâm bao quanh bởi nori, sau đó là một lớp gạo và tùy ý là lớp phủ bên ngoài của một số thành phần khác như trứng hoặc hạt vừng rang. Nó có thể được thực hiện với các nhân khác nhau, chẳng hạn như cá ngừ, thịt cua, bơ, mayonnaise, dưa chuột hoặc cà rốt. 
Ví dụ về các biến thể bao gồm cuộn cầu vồng (bên trong phủ bên trên với maguro thái lát mỏng, hamachi, ebi, rượu sake và bơ) và cuộn sâu bướm (một bên trong phủ bên trên với bơ thái lát mỏng). Cũng thường được tìm thấy là "rock and roll" (một cuộn từ trong ra ngoài với thịt lươn nước ngọt nướng và bơ với hạt vừng nướng ở bên ngoài).
Ở Nhật Bản, uramaki là một loại makimono không phổ biến; Vì sushi truyền thống được ăn bằng tay ở Nhật Bản, lớp cơm bên ngoài có thể khá khó xử lý bằng ngón tay.

### Cuộn kiểu Mỹ

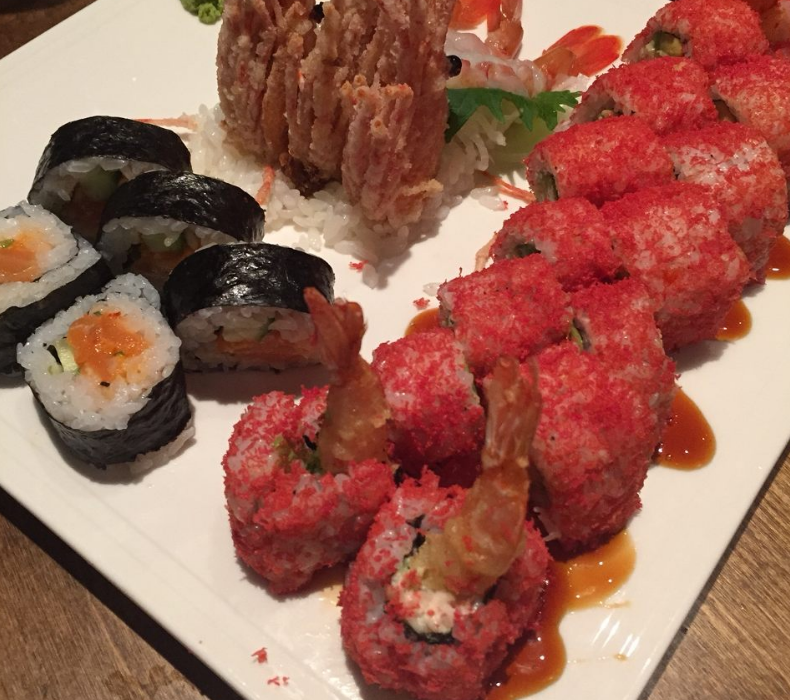
Sushi cuộn kiểu Mỹ với nhân là tôm tempura với cá hồi cay

Futomaki là một biến thể phổ biến hơn của sushi ở Hoa Kỳ, và có các biến thể lấy tên của họ từ nơi xuất xứ của họ. Các loại sushi cuộn khác có thể bao gồm nhiều loại nguyên liệu, bao gồm sò điệp xắt nhỏ, cá ngừ cay, thịt bò hoặc thịt gà cuộn teriyaki, đậu bắp và các loại rau như dưa chuột và bơ, và cuộn tempura, trong đó tôm tempura nằm trong cuộn hoặc toàn bộ cuộn đập và chiên tempura theo phong cách. Ở miền Nam Hoa Kỳ, nhiều nhà hàng sushi chuẩn bị cuộn sử dụng tôm. Đôi khi, cuộn được làm bằng gạo lức nâu hoặc đen, cũng xuất hiện trong ẩm thực Nhật Bản.
Theo quy định của Cục Quản lý Thực phẩm và Dược phẩm, cá sống được phục vụ tại Hoa Kỳ phải được đông lạnh trước khi phục vụ để tiêu diệt ký sinh trùng. Bởi vì điều này và khó khăn tương đối để có được hải sản tươi so với Nhật Bản, hải sản sống (ví dụ, sashimi) không phải là một thành phần phổ biến trong sushi kiểu Mỹ.
Vì các cuộn thường được sản xuất theo đơn đặt hàng, nên khách hàng không chỉ định chính xác các thành phần mong muốn (ví dụ: cuộn cá hồi, cuộn dưa chuột, cuộn bơ, cuộn cá ngừ, cuộn tôm hoặc cá ngừ, v.v.).
Hoặc gồm hỗn hợp nhân là cà rốt, rau bina và takuanzuke (củ cải muối vàng) được rắc hạt vừng xay và phủ nước sốt kết hợp làm từ nước tương và wasabi.